# Указ о воинской повинности (Япония)
Указ о воинской повинности (яп. 徴兵令 тё:хэйрэй) — закон Японии о введении в стране всеобщей воинской повинности. Разработан Ямагатой Аритомо по образцу аналогичных законодательных актов европейских государств. Объявлен 28 декабря 1872 года. Вступил в силу 10 января 1873 года. Состоял из императорского рескрипта (яп. 徴兵の詔 тё:хэй но микото но ри) и правительственного постановления (яп. 徴兵告諭 тё:хэй кокую). Заложил основы новых общенациональных вооружённых сил Японии. Предусматривал 3-летнюю военную службу для всего мужского населения страны старше 20 лет. Утратил силу в связи с принятием Закона о воинской повинности 1927 года.

## Общая информация
В начале реставрации Мэйдзи императорское правительство почти не имело собственных вооружённых сил, полностью полагаясь на самурайские ополчения союзных княжеств. Несмотря на это, правительство должно было противостоять крестьянским повстанцам и сторонникам восстановления сёгуната. Поэтому одной из первоочередных задач новой власти на пути централизации страны стало создание новейших общегосударственных вооруженных сил. С этой целью в марте 1871 года правительство сформировало императорскую гвардию, которая подчинялась непосредственно императору, а в сентябре того же года создало на основе самурайских ополчений автономных княжеств 4 центральных гарнизона.
Гарнизоны формировались исключительно из самураев и не были надсословными общенациональными армиями наподобие армий Европы и США, поэтому власть решила реформировать их, превратив в общеяпонские национальные вооруженные силы. Для этого 28 декабря 1872 года от имени Императора Мэйдзи был издан указ о внедрении системы всеобщей воинской повинности. Согласно указу, сословные ограничения по приёму в армию и флот отменялись, а все мужчины старше 20 лет набирались в японские армию и флот. 20-летние проходили правительственную проверку на местах и причислялись к «регулярному войску» (яп. 常備軍 дзё:бэгун), в котором служили 3 года. По окончании службы их записывали в «войско запаса» (яп. 後備軍 гобигун), в котором оставались 4 года на случай войны. В целом все мужчины Японии в возрасте от 17 до 40 лет считались «национальным войском» и вносились в военные реестры как потенциально военнообязанные. Исключение из них составляли чиновники, учащиеся государственных учебных заведений, студенты, главы семей и их старшие сыновья. Указ также позволял избегать службы в «регулярном войске» за уплату 270 иен.
После вступления в силу указа начался процесс формирования японских общенациональных вооружённых сил. Основное бремя военной службы легло на японских крестьян, которые должны были отдавать государству своих младших сыновей. Правительство неоднократно прибегало к насильственному привлечению простолюдинов к службе, что вызвало ряд восстаний в 1870—1880-х годах. Крестьяне, которые веками были освобождены от военной службы в обмен на уплату налогов, протестовали против указа дезертирством.
Указ о воинской повинности был отменён в 1927 году в связи с вступлением в силу Закона о воинской повинности.